# Stavrós (La Canée)
Pour les articles homonymes, voir Stavros.
Stavrós (grec moderne : Σταυρός) est un village et une plage dans le district d'Akrotíri de la ville de La Canée, sur l'île de Crète, Grèce.
La plage et ses environs sont l'endroit où Michael Cacoyannis a partiellement tourné le film Zorba le Grec avec Anthony Quinn en 1964.